# Валдкирх
Валдкирх (њем. Waldkirch) град је у њемачкој савезној држави Баден-Виртемберг. Једно је од 24 општинска средишта округа Емендинген. Према процјени из 2010. у граду је живјело 20.638 становника. Посједује регионалну шифру (AGS) 8316056.

## Географски и демографски подаци
Валдкирх се налази у савезној држави Баден-Виртемберг у округу Емендинген. Град се налази на надморској висини од 274 метра. Површина општине износи 48,5 km². У самом граду је, према процјени из 2010. године, живјело 20.638 становника. Просјечна густина становништва износи 426 становника/km².

## Међународна сарадња
| Мјесто            | Држава     | Врста сарадње | Од    |
| ----------------- | ---------- | ------------- | ----- |
|                   | Француска  | партнерство   | 1966. |
| Листал            | Швајцарска | контакт       | 1954. |
| Монтиње сир Самбр | Белгија    | партнерство   | 1974. |
| Извор             |            |               |       |